# Вартанов, Александр Рубенович

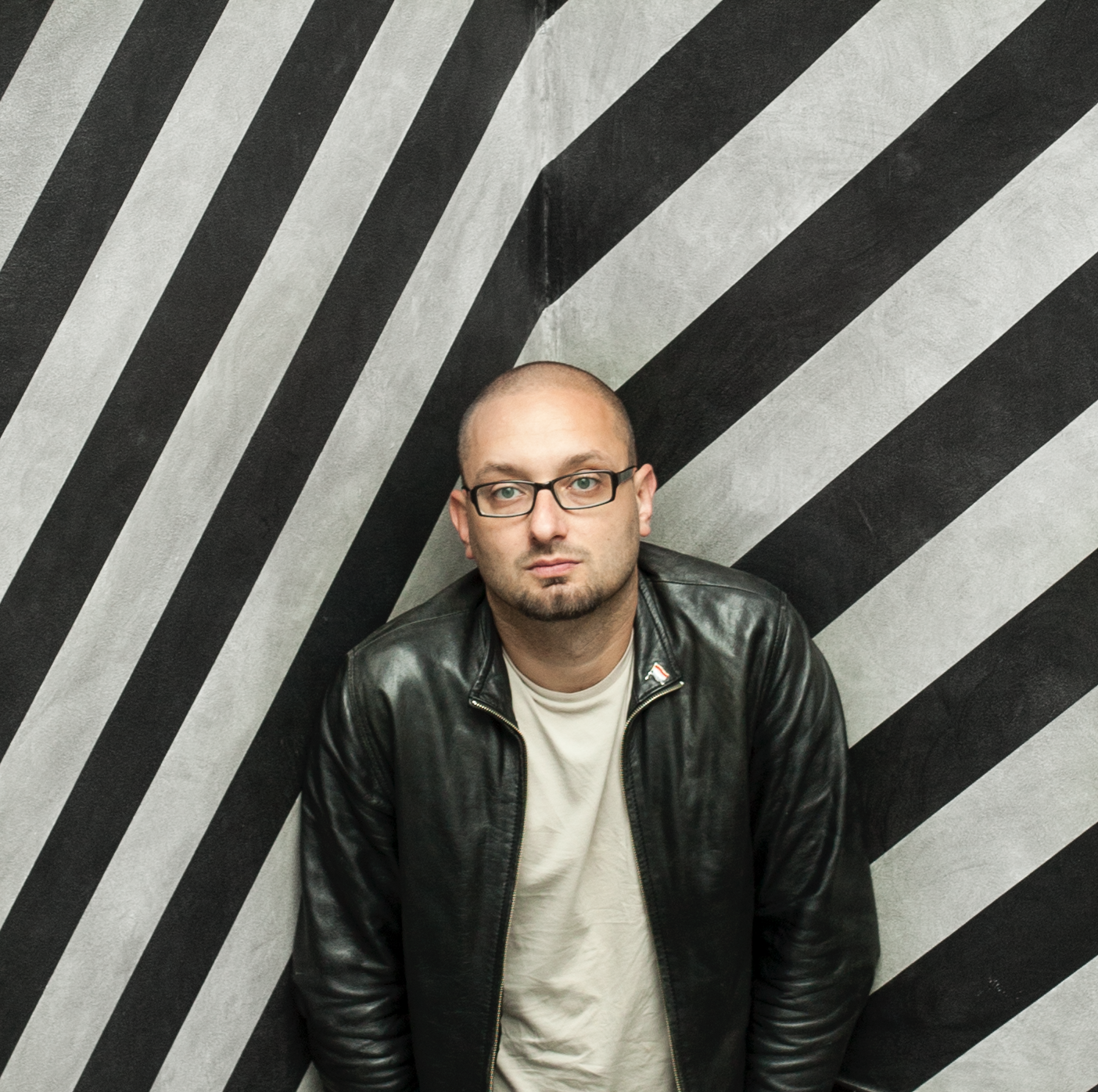
Александр Вартанов в 2016 году

Алекса́ндр Рубе́нович Варта́нов (род. 13 марта 1977, Москва) — российский актёр кино и дубляжа, режиссёр театра, кино и дубляжа, сценарист.

## Биография
В 1994—1999 годах учился в МГУ им. М. В. Ломоносова на факультете журналистики. Параллельно с обучением в МГУ поступил во ВГИК на режиссуру в мастерскую Геннадия Полоки. Образование во ВГИКе — неоконченное.
В 2000 году — сотрудник ВНИИ Искусствознания, сектор американского кино и ТВ.
В 2003 году был участником International Residency for Emerging Playwrights в театре Royal Court (Лондон, Великобритания).

## Театр
Один из первых участников «Театр.doc», в работе которого принимал активное участие со дня основания (2002) до 2006 года.
Как режиссёр поставил около двухсот читок и специальных фестивальных мероприятий в рамках фестивалей «Любимовка» и «Новая Драма».

### Режиссёрские работы в театре
- 2000 — «Таинственный путь и синяя муть», по произведению «Москва-Петушки» Венедикта Ерофеева, театр-студия «Дом 37», сорежиссёр — Татьяна Копылова
- 2001 — «Equus», Питер Шеффер, театр «Драм-антре» (с оригинальной музыкой Алексея Айги), сорежиссёр — Татьяна Копылова
- 2002 — «Великая Китайская стена», Олег Богаев, Центр Драматургии и Режиссуры, сорежиссёр — Татьяна Копылова
- 2003 — «Лучшие!», Екатерина Нарши, МХАТ им. Чехова, сорежиссёр — Татьяна Копылова
- 2003 — «Большая Жрачка», Александр Вартанов, Татьяна Копылова и Руслан Маликов, «Театр.doc», сорежиссёры — Татьяна Копылова и Руслан Маликов
- 2007 — «Продукт», Марк Равенхилл, театр «Практика» (моноспектакль Александра Филиппенко)
- 2012 — «Shoot/Get Treasure/Repeat», Марк Равенхилл, театр Post (номинация на «Золотую Маску», молодёжная театральная премия «Прорыв») — сорежиссёр с Дмитрием Волкостреловым и Семёном Александровским
- 2017 — «La Fin du Cercle — Конец века/конец круга», спектакль в рамках программы «Живые пространства» фестиваля «Территория»
- 2020 — "Пригов. Азбуки" — спектакль в рамках программы «Живые пространства» фестиваля «Территория» (совместное производство с парком Зарядье и "Brusfest")
- 2021 — "Утечка", Юлия Савиковская, Центр Имени Всеволода Мейерхольда, спектакль открытия малой сцены. Спектакль создан благодаря гранту Brewhouse Stage Prize проекта Mosbrew Brewhouse при поддержке Фестиваля Молодой Драматургии "Любимовка". Спектакль - участник фестиваля NET.[5]

Совместно с Дмитрием Волкостреловым — режиссёр аудиозаписи, легшей в основу спектакля «Три дня в аду», Павел Пряжко, театр Наций, 2013.
Автор нового перевода пьесы Сэмюэла Беккета "Счастливые дни" (2019, по заказу театра "Мастерская Петра Фоменко" для спектакля с участием Ксении Кутеповой). Автор первых переводов на русский язык опер Филипа Гласса на основе произведения Жана Кокто "Жестокие дети" (2020, по заказу Детского Музыкального театра имени Н.И.Сац) и Сэмюэля Барбера "Ванесса" (2025, по заказу театра "Новая опера").

## Телевидение
- 2003—2006 — продюсер телеканала ТНТ. Принимал участие в разработке и создании шоу «Окна», «Кандидат», «Ребёнок-робот», «Comedy Club».
- 2004 — сопродюсер, соавтор, сорежиссёр и исполнитель одной из главных ролей в мокьюреалити (псевдореалити-шоу) «Квартирка».
- 2006 — соавтор и сопродюсер шоу «Настоящий мужчина», в котором заявленные в названии «настоящие мужчины» занимались исследованием границ своей маскулинности, преображаясь в «настоящих» женщин.
- 2018 — режиссёр второго сезона телевизионного цикла «Искусство кино на ТВ-3» с Антоном Долиным.

## Кино и сериалы
- 2007 — сопродюсер документального фильма Валерии Гай Германики «День рождения инфанты», представленного в конкурсе «Кинотавра».
- 2011 — «Собиратель пуль», по одноименной пьесе Юрия Клавдиева[9]. Фильм снят на собственные средства. Фильм — участник кинофестивалей: 2morrow (Россия), Palic European FF (Сербия), L’Etrange FF (Франция), Festival Do Rio (Бразилия), Lausanne Underground Film and Music Festival LUFF (Швейцария) — фильм награждён Special Jury Mention, Off Screen FF (Бельгия), Московский Международный Кинофестиваль. Фильм куплен для проката в США компанией Artsploitation Films, доступен на DVD и VOD на территории США.
- 2012 — «Дубровский» (2014, 5 серий, НТВ, совместно с Кириллом Михановским), также выпущенный в сокращённом виде в кинопрокат[10][11].
- 2016 — «Дачники» (международное название — Blueberry Fields). Фильм снят на собственные средства. Сценарий основан на произведениях Юрия Клавдиева «Робин Гуд и Дюймовочка», «Сердце малолетки», «Черная стрела» с включением фрагментов из других произведений автора. Фильм — участник фестивалей «Движение» (Омск), «Окно в Европу», Рижского Международного Кинофестиваля (Латвия), Lausanne Underground Film and Music Festival LUFF (Швейцария). В 2016 году на 4-м национальном кинофестивале дебютов «Движение» в Омске фильму Александра Вартанова «Дачники» были присуждены Гран при фестиваля, а также призы за лучшую мужскую роль (Алексей Маслодудов) и операторскую работу (коллективу из четырёх операторов)[12][13]. Фильм вошёл в лонг-лист премии «Золотой Орёл-2017» в номинации «Лучший фильм».
- 2018 — «Точка РФ», документальный монтажный фильм, представляющий из себя монтаж выпусков новостей и развлекательных программ телевидения России с 2000 по 2018 год. Выложен в открытый доступ[14].
- 2019 — режиссёр русского и английского озвучания фильма Павла Лунгина "Эсав"[15].

В 2006 -2008 годах - главный редактор кинокомпании "2ПЛАН2".
Соавтор сценария телевизионных сериалов «Побег» (Первый канал, 2010), «Склифосовский» (Россия-1, 2012), «ЧС. Чрезвычайная ситуация» (НТВ, 2012), «Обратная сторона Луны-2» (Первый канал, 2015). Автор адаптированного сценария к фильму 2008 года «Трасса М8».
Сыграл одну из главных ролей в сериале «Краткий курс счастливой жизни» (2012), эпизоды в кинофильмах «Я люблю тебя» (2004), "Бездельники" (2011), сериалах «Адвокат-7» (2010, фильм № 4 «Призрачность») и «Майские ленты» (2014), а также в короткометражном фильме «Счастье другими словами» (2009), в клипах на песни «Никто не выжил» группы The Matrixx и «В ноль» Трэш-шапито КАЧ. Также сыграл несколько ролей второго плана в сериале «Саша+Маша» (ТНТ, 2002—2005).

### Режиссёр дубляжа
- 2022 — Я краснею
- 2021 — Дюна
- 2021 — Гнев человеческий
- 2021 — Отряд самоубийц: Миссия навылет
- 2021 — Главный герой
- 2020 — Легенда о зеленом рыцаре
- 2020 — Человеческий голос
- 2019 — Джентльмены
- 2019 — Дождливый день в Нью-Йорке
- 2019 — Прекрасная эпоха
- 2019 —Тачка на миллион
- 2018 — Суспирия
- 2018 — Мир принадлежит тебе
- 2018 — Дикие предки
- 2018 — Колесо чудес
- 2017 — Смерть Сталина (дубляж не вышел в свет)[18]
- 2017 — Приключения Паддингтона 2
- 2017 — Дыши ради нас
- 2017 — Стань легендой! Бигфут Младший
- 2017 — Овердрайв
- 2017 — Его собачье дело
- 2017 — Подводная эра
- 2017 — Перестрелка
- 2017 — БайБайМэн
- 2017 — Голос монстра
- 2017 — Балерина
- 2016 — Ведьма из Блэр: Новая глава
- 2016 — Афера под прикрытием
- 2016 — Светская жизнь
- 2016 — Крутые меры
- 2016 — Сомния
- 2016 — Робинзон Крузо: Очень обитаемый остров
- 2016 — Человек – швейцарский нож
- 2015 — Голодные игры: Сойка-пересмешница. Часть 2
- 2015 — 128 ударов сердца в минуту
- 2015 — Вне/себя
- 2015 — Маленький принц
- 2015 — Слендер
- 2015 — Ганмен
- 2014 — Хранитель Луны
- 2014 — Приключения Паддингтона
- 2014 — Голодные игры: Сойка-пересмешница. Часть 1
- 2014 — Серена
- 2014 — Жертвуя пешкой
- 2014 — Самый опасный человек
- 2014 — Рейд 2
- 2014 — Реальные упыри
- 2013 — Кот Гром и заколдованный дом
- 2013 — Анжелика, маркиза ангелов
- 2013 — Голодные игры: И вспыхнет пламя
- 2013 — Ромео и Джульетта
- 2013 — Диана: История любви
- 2012 — Эффект колибри
- 2012 — Притворись моим парнем
- 2012 — Неуловимые
- 2012 — Мастер[19]
- 2012 — Эрнест и Селестина: Приключения мышки и медведя
- 2012 — Голодные игры[20]
- 2011 — Ронал-варвар
- 2011 — Рейд
- 2011 — Чужие на районе
- 2011 — Один день
- 2011 — Джейн Эйр[21]
- 2010 — Ханна. Совершенное оружие
- 2010 — Бобёр
- 2010 — Вкус ночи
- 2010 — Убойные каникулы
- 2010 — Кроличья нора
- 2010 — Последнее изгнание дьявола
- 2010 — Монстры
- 2010 — Погребённый заживо[19][22]
- 2010 — Генсбур. Любовь хулигана[21]
- 2009 — Бьютифул[21]
- 2009 — Стать Джоном Ленноном
- 2009 — Хлоя
- 2009 — Исчезновение Элис Крид
- 2009 — Одинокий мужчина
- 2009 — Пророк[19]
- 2008 — Я люблю тебя, Филипп Моррис
- 2008 — Мы — легенды
- 2008 — Бобро поржаловать!
- 1991 — Терминатор 2: Судный день (дубляж 2017 года)

### Актёр дубляжа
- 2021 — Отряд самоубийц: Миссия навылет - Крысолов (Тайка Вайтити)
- 2021 — Главный герой — Антван (Тайка Вайтити)
- 2019 — Джентльмены — Мэттью (Джереми Стронг)
- 2017 — Смерть Сталина — Межников (Джонатан Арис)
- 2015 — Голодные игры: Сойка-пересмешница. Часть 2 — Цезарь Фликерман (Стэнли Туччи)
- 2014 — Голодные игры: Сойка-пересмешница. Часть 1 — Цезарь Фликерман (Стэнли Туччи)
- 2014 — Реальные упыри — Виаго (Тайка Вайтити)
- 2013 — Голодные игры: И вспыхнет пламя — Цезарь Фликерман (Стэнли Туччи)
- 2012 — Голодные игры — Цезарь Фликерман (Стэнли Туччи)
- 2009 — Миссия Дарвина — Баки (Стив Бушеми)

## Озвучивание видеоигр
- 2013 — Dota 2 — Gyrocopter
- 2023 — Atomic Heart — Михаэль Штокхаузен [23][24][неавторитетный источник]